# JB Oliveira
João Baptista de Oliveira, mais conhecido como JB Oliveira (Presidente Prudente, 24 de julho de 1937), é um professor, advogado, cerimonialista, jornalista, radialista, escritor e palestrante brasileiro.
Publicou 9 obras e foi coautor de 2 obras (totalizando 11 livros publicados), gravou até o momento 2 áudio-livros, que foram lançados em 2012 e 2014. Escreve sobre a “comunicação humana”. Atualmente é titular da cadeira 38 da Academia Cristã de Letras.

## Biografia
Filho de João Benedicto de Oliveira e Messias Magdalena de Oliveira, realizou seus estudos primários no Instituto de Educação Fernando Costa e o Ensino Médio no Colégio Campos Sales e na Força Aérea Brasileira. Em 1952, mudou-se com a família para São Paulo, fixando-se no bairro do Cambuci. Trabalhou inicialmente na Casa Alhambra e depois se tornou Auxiliar de Escritório na firma Moura Abreu & Filho Ltda.  
Formou-se em Ciências Jurídicas e Sociais pela Universidade do Sul de Minas. 
JB Oliveira passou a atuar como professor em 1968 em Cursos Preparatórios para Vestibular de Direito e Cursos para Ingresso em Escolas Militares.  
Em 1971, casou-se com Tereza Pacheco de Oliveira, com quem teve dois filhos: Gisele e Ricardo.  
Em 1999, lançou seu primeiro best-seller, intitulado Cerimonial e Protocolo na Prática, vendeu mais de 5 mil exemplares em São Paulo e outros estados. Nesse mesmo ano, lançou o livro Mensagens e Temas Para Meditar, do qual foram vendidos 5 mil exemplares. 
Foi matéria de capa da revista Mundo da Fama, em 2006. Concedeu entrevistas para as diversas revistas, entre as quais: Revista do Consórcio, Voz da Mocidade, Revista Apólice e Mundo da Fama. Mantém colunas nos seguintes órgãos: Revista Apólice, Revista do CIST (Clube Internacional de Seguros de Transportes),  Jornal Empresas & Negócios e Jornal Semanário da Zona Norte. É editor do Informativo do Instituto de Registro de Títulos e Documentos e Pessoas Jurídicas do Brasil. 
Por 12 anos, produziu e apresentou o programa "O Poder da Palavra", pela Rádio Mundial FM. Produziu e apresentou, pela TV Geração Z o programa "Conversando com São Paulo". 
Concedeu entrevista para as TVs: Record News, Rede Gazeta, Uol (Universo Online), Demais TV, TV Geração Z, TV Aberta, OAB TV, TV API, Rit TV, RTP (Portugal), TV Creci, TV Cabo Branco (Afiliada Rede Globo de João Pessoa – PB) e Rede TV. Também nas rádios: Jovem Pan AM, Rádio Capital AM, Rádio América AM, Rádio Mundial e rádios comunitárias em geral.
- Diretor da empresa Panorama Consórcio, em Monte Santo, no Sul de Minas Gerais.
- É coautor do livro “Perícia Judicial na Prática”, escrito em parceria com professor Gleibe Pretti.
- Coordenador de comunicação do IVEPESP (Instituto Para Valorização da Educação e da Pesquisa no Estado de São Paulo)[6].
- Especializou-se no treinamento de Comunicação Oral, Couthing, Programação Neolinguística (PNL), Técnicas Avançadas de Vendas, Perícia Judicial e Arbitragem.
- Presidente do Conselho Curador da Fundação Santos Dumont.
- Vice-Presidente do Sindicato de Cerimonialistas e Mestres de Cerimônias do Brasil.
- Presidente da Sociedade Amigos da Cidade.
- Conselheiro da Associação Comercial de São Paulo[7].
- Presidente (2006 – 2009) da Associação Paulista de Imprensa[8].
- Conselheiro (2006 – 2015) da Ordem dos Advogados do Brasil (OAB)[9].
- Presidente do Instituto J.B. Oliveira de Educação e Capacitação Profissional.
- Conselheiro da Fundação Brasileira de Marketing (FBN).
- Membro do Conselho Curador da Força Expedicionária Brasileira

## Livros
- Cerimonial e Protocolo na Prática (1999)
- Mensagens e Temas para meditar (1999)
- Falar bem é bem fácil (2000)
- Inspiração – Reflexões para todas as horas (2002)
- Iluminação Interior (2004)
- Como Promover Eventos (2005);
- Boas Dicas Para Boas Falas (2011)
- Mostrando a língua (2014)

## Audiolivros
- Boas Dicas Para Boas Falas (2014)
- Homens São de Marte, Mulheres São de Morte (2015)